# Supercopa da Inglaterra de 2018
A Supercopa da Inglaterra 2018 ou 2018 FA Community Shield foi a 96ª edição do torneio, disputada em partida única entre o Campeão Inglês 2017–18 (Manchester City) e o Campeão da Copa da Inglaterra 2017–18 (Chelsea).

## Participantes
| Equipe          | Classificação                         |
| --------------- | ------------------------------------- |
| Manchester City | Campeão Premier League de 2017–18     |
| Chelsea         | Campeão Copa da Inglaterra de 2017–18 |

## Detalhes da partida
A partida segue o fuso horário do verão inglês (UTC+1).
Partida única
| 05 de agosto de 2018 | Manchester City | 2 – 0     | Chelsea | Estádio de Wembley, Londres                |
| 11:00                | Agüero 13', 58' | Relatório |         | Público: 72 724 Árbitro: ENG Jonathan Moss |

| Manch. City | Chelsea |

## Campeão
| Campeão da Supercopa da Inglaterra de 2018 |
| ------------------------------------------ |
| MANCHESTER CITY 5° titulo                  |